# Post scriptum
Post scriptum (antes de 2010, españolizado como post scríptum) es una locución latina que significa «después de lo escrito». Usualmente abreviado P. S., se emplea para añadir algo posterior a un texto cuando este ya ha sido dado por concluido, siendo una alternativa a su corrección o enmienda. En muchos casos es intercambiable con la posdata (P. D., posdata, ‘después de la data’, ‘después de la fecha’), pero esta tiende a reservarse a los añadidos al final de una carta ya que la data (fecha y lugar), tradicionalmente, en español, se solía escribir posterior al contenido.[cita requerida] En la actualidad, la fecha de la carta se tiende a colocar al inicio de esta, por lo que siendo puristas, aunque no hablando de incorrección, podría ser preferible el término post scriptum frente a post data en ese contexto.[cita requerida]
Los motivos para preferir una adición a una corrección son diversos. Mientras los escritos se realizaban a mano o con máquina de escribir, la economía podía ser un motivo suficiente en muchos casos. En la era de los escritos electrónicos, cuando es tan fácil modificar el cuerpo del texto, el principal motivo que subsiste es conservar su forma original, preservando así las reglas del diálogo, sin renunciar a añadir algún dato o argumento. También se justifica esta fórmula cuando el autor desea incluir alguna información no relacionada directamente con el asunto principal del mensaje.